# Zhichang (socken i Kina, Guizhou)
Zhichang (kinesiska: 纸厂, 纸厂彝族乡) är en socken i Kina. Den ligger i provinsen Guizhou, i den sydvästra delen av landet, omkring 180 kilometer väster om provinshuvudstaden Guiyang.